# Virgílio Teixeira do Nascimento
Virgílio Teixeira do Nascimento (Ponta do Sol, 19 de novembro de 1926 – Americana, 30 de julho de 1997) foi um cineasta e jornalista luso-brasileiro.

## Vida
Nascido em Ponta do Sol (Ilha da Madeira, Portugal) em 19 de Novembro de 1926, Virgílio era filho de Manuel Teixeira do Nascimento e Ana Martins.
Em 1950, casou-se com Zenaida Rodrigues, de quem se separou em 1953.
Emigrou para o Brasil em 1958. Em 1960, casou-se com Elvira Teixeira do Nascimento, com quem teve cinco filhos (sendo três deles Virgínia, Lívia e Cristiano).

## Carreira
Dirigiu o longa-metragem "Arigó: Fenômenos do Espírito do Dr. Fritz", exibido em São Paulo em Abril de 1965 no Cine Art-Palácio e no Universo.

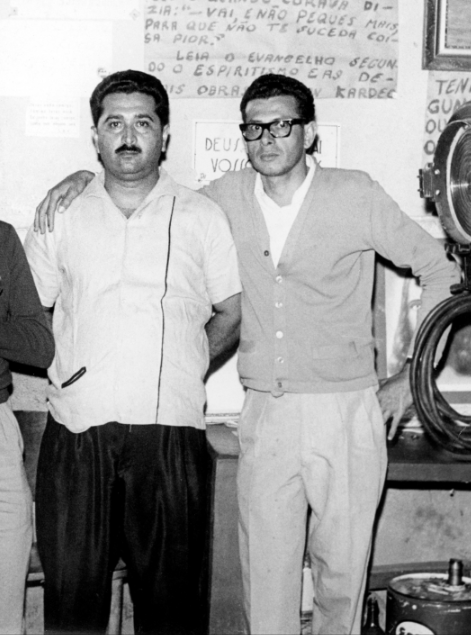
José Pedro de Freitas (Zé Arigó) e Virgílio T. Nascimento
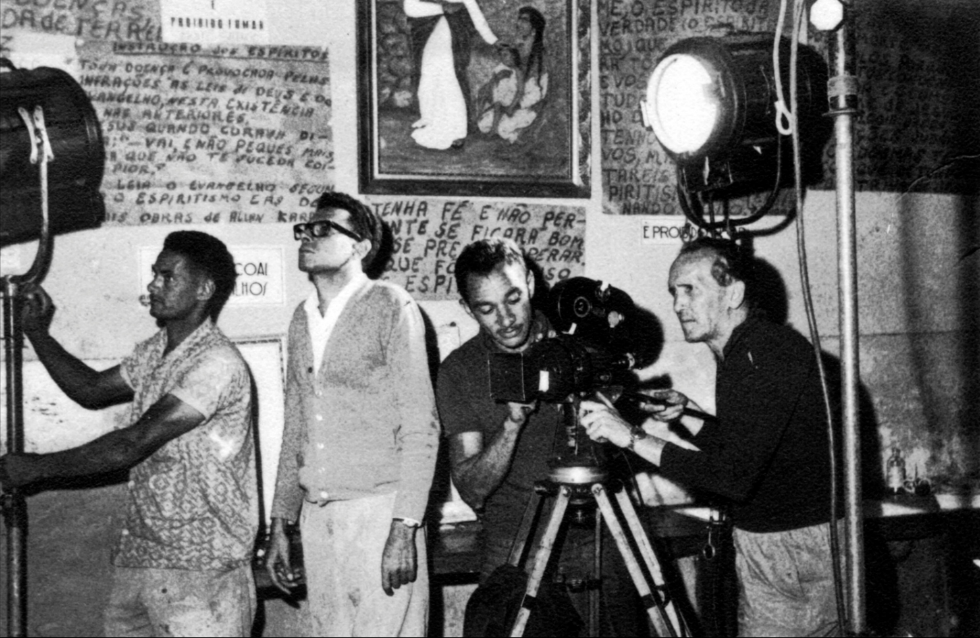
Virgílio T. Nascimento dirigindo o filme "Arigó: Fenômenos do Espírito do Dr. Fritz"

Também dirigiu outros cinco filmes, dentre eles o curta-metragem "Viveremos Eternamente" sobre a vida de Chico Xavier e sua obra paralela à cidade de Congonhas do Campo.
Foi proprietário e Diretor-Comercial do "Jornal de Sumaré", que circulou durante 8 anos. Era conhecido por seu trabalho honesto e delator de falhas de governantes, principalmente de prefeitos e de autoridades, o que praticamente o isolou do sistema.

## Filmografia
| Ano  | Título                                    |
| ---- | ----------------------------------------- |
| 1965 | Arigó: Fenômenos do Espírito do Dr. Fritz |
| 1966 | A verdade vem do alto                     |
| 1966 | Max                                       |
| 1967 | Casas André Luiz                          |
| 1980 | Viveremos Eternamente                     |
| xxxx | Umbanda e seus Mistérios                  |